# Naomi Washizu
Naomi Washizu (jap. 今泉 奈緒美, Imaizumi Naomi; * 23. Mai 1983 in Yokohama, Präfektur Kanagawa als Naomi Imaizumi) ist eine japanische Triathletin und mehrfache Ironman-Siegerin (2005, 2007 und 2008).

## Werdegang
2004 wurde Naomi Imaizumi Dritte beim Ironman Korea auf der Lang- oder Ironman-Distanz (3,8 km Schwimmen, 180 km Radfahren und 42,195 km Laufen) und konnte sich damit für einen Startplatz im Oktober beim Ironman Hawaii qualifizieren, wo sie den 20. Rang belegte. Ihr bestes Resultat bei der Ironman World Championship erzielte sie 2008 mit dem 16. Rang.
Seit ihrer Hochzeit startet sie als Naomi Washizu.
Im April 2017 konnte sie in Miyako-jima zum dritten Mal nach 2005 und 2008 den Strongman All Japan Triathlon für sich entscheiden.

## Sportliche Erfolge
| Datum/Jahr   | Rang | Wettbewerb             | Austragungsort | Zeit     | Bemerkung |
| ------------ | ---- | ---------------------- | -------------- | -------- | --------- |
| 8. Sep. 2008 | 5    | Ironman 70.3 Singapore | Singapur       | 04:35:12 |           |
| 2018         | 2    | Ironman 70.3 Davao     | Davao          | 4:36:53  |           |

| Datum/Jahr    | Rang | Wettbewerb                    | Austragungsort | Zeit     | Bemerkung                                                                  |
| ------------- | ---- | ----------------------------- | -------------- | -------- | -------------------------------------------------------------------------- |
| 23. Apr. 2017 | 1    | Strongman All Japan Triathlon | Miyako-jima    |          | dritter Sieg                                                               |
| 11. Okt. 2008 | 16   | Ironman Hawaii                | Hawaii         | 09:54:08 |                                                                            |
| 22. Juni 2008 | 1    | Ironman Japan                 | Gotō-Inseln    | 09:33:59 | Naomi Imaizumi konnte ihren Titel aus dem Vorjahr erfolgreich verteidigen. |
| 20. Apr. 2008 | 1    | Strongman All Japan Triathlon | Miyako-jima    |          |                                                                            |
| 13. Okt. 2007 | 27   | Ironman Hawaii                | Hawaii         | 10:02:00 |                                                                            |
| 17. Juni 2007 | 1    | Ironman Japan                 | Gotō-Inseln    | 09:44:11 | [ 5 ]                                                                      |
| 2007          | 3    | Strongman All Japan Triathlon | Miyako-jima    |          | [ 6 ]                                                                      |
| 2. Dez. 2006  | 6    | Ironman Western Australia     | Busselton      | 09:28:30 |                                                                            |
| 21. Okt. 2006 | 20   | Ironman Hawaii                | Hawaii         |          |                                                                            |
| 28. Mai 2006  | 5    | Ironman Japan                 | Gotō-Inseln    | 10:18:30 |                                                                            |
| 15. Okt. 2005 | 21   | Ironman Hawaii                | Hawaii         | 09:56:20 |                                                                            |
| 17. Apr. 2005 | 1    | Strongman All Japan Triathlon | Miyako-jima    |          |                                                                            |
| 5. März 2005  | 5    | Ironman New Zealand           | Taupō          | 10:23:42 |                                                                            |
| 2005          | 1    | Ironman Korea                 | Seogwipo       | 10:07:04 | [ 7 ]                                                                      |
| 2005          | 2    | Ironman Japan                 | Gotō-Inseln    | 10:07:13 |                                                                            |
| 16. Okt. 2004 | 20   | Ironman Hawaii                | Hawaii         | 10:33:54 |                                                                            |
| 30. Aug. 2004 | 3    | Ironman Korea                 | Seogwipo       | 09:23:50 | persönliche Ironman-Bestzeit                                               |
| 23. Mai 2004  | 10   | Ironman Japan                 | Gotō-Inseln    | 11:09:59 |                                                                            |

(DNF – Did Not Finish)